# Бряста (комуна)
Бряста (рум. Breasta) — комуна у повіті Долж в Румунії. До складу комуни входять такі села (дані про населення за 2002 рік):
- Бряста (2187 осіб) — адміністративний центр комуни
- Валя-Лунгулуй (632 особи)
- Коту (216 осіб)
- Кровна (156 осіб)
- Обедін (469 осіб)
- Рошієнь (194 особи)
- Феджет (43 особи)

Комуна розташована на відстані 191 км на захід від Бухареста, 10 км на захід від Крайови.

## Населення
За даними перепису населення 2002 року у комуні проживали 3897 осіб.
Національний склад населення комуни:
| Національність | Кількість осіб | Відсоток |
| -------------- | -------------- | -------- |
| румуни         | 3764           | 96,6%    |
| цигани         | 121            | 3,1%     |
| угорці         | 12             | 0,3%     |

Рідною мовою назвали:
| Мова      | Кількість осіб | Відсоток |
| --------- | -------------- | -------- |
| румунська | 3855           | 98,9%    |
| циганська | 42             | 1,1%     |

Склад населення комуни за віросповіданням:
| Релігія        | Кількість осіб | Відсоток |
| -------------- | -------------- | -------- |
| православні    | 3813           | 97,8%    |
| бретрени       | 24             | 0,6%     |
| п'ятдесятники  | 12             | 0,3%     |
| греко-католики | 11             | 0,3%     |
| адвентисти     | 8              | 0,2%     |
| римо-католики  | 1              | < 0,1%   |